# Boulevard de Bonne-Nouvelle
Pour les articles homonymes, voir Bonne-Nouvelle.
Le boulevard de Bonne-Nouvelle, souvent appelé boulevard Bonne-Nouvelle, est une voie située à la lisière des 2e et 10e arrondissements de Paris.

## Situation et accès
Il fait partie de la chaîne des Grands Boulevards constituée, d'ouest en est, par les boulevards de la Madeleine, des Capucines, des Italiens, Montmartre, Poissonnière, de Bonne-Nouvelle, Saint-Denis, Saint-Martin, du Temple, des Filles-du-Calvaire et Beaumarchais.

## Origine du nom
Son nom est dû au voisinage de l'église Notre-Dame-de-Bonne-Nouvelle.

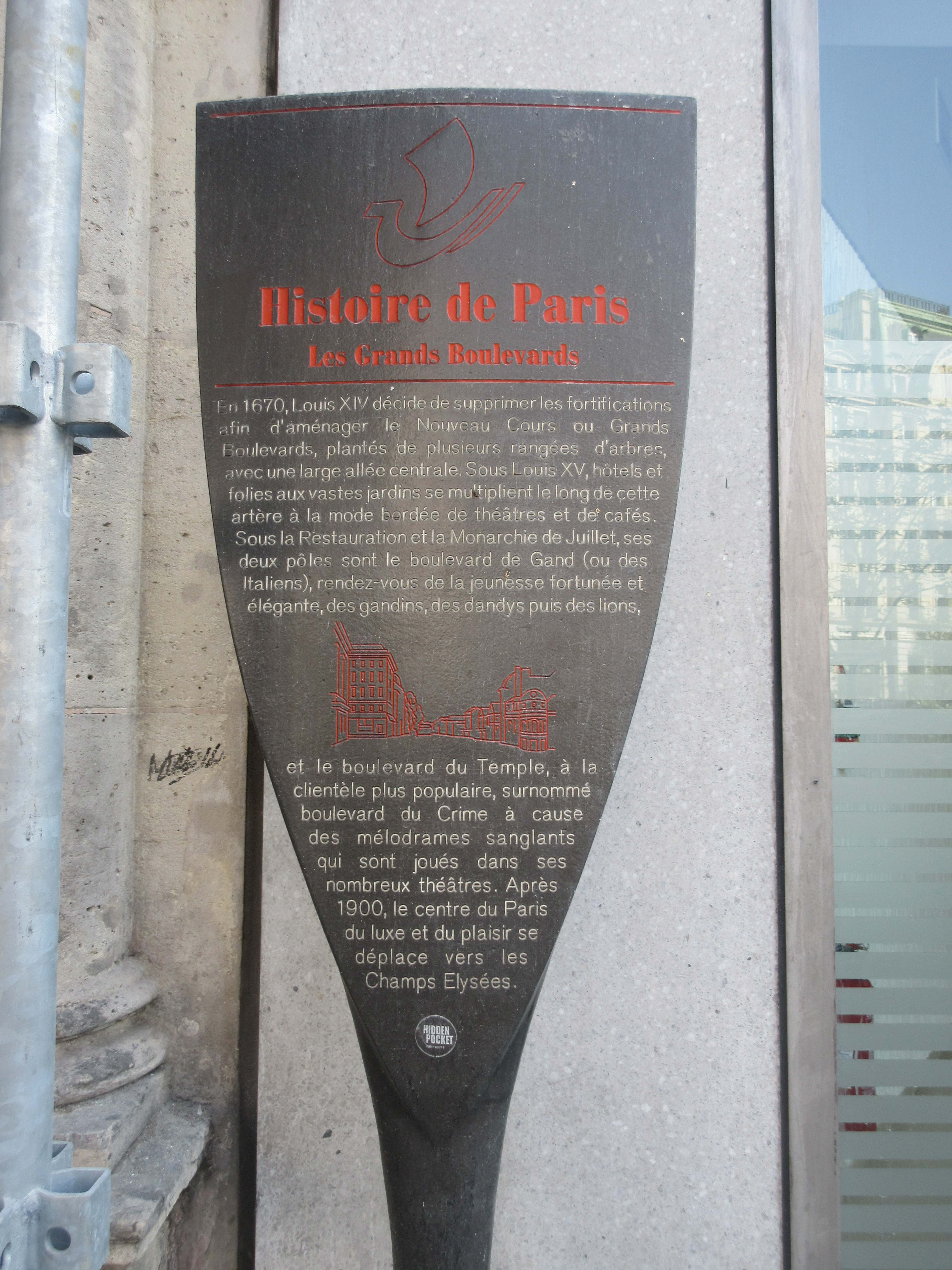
Panneau Histoire de Paris.

## Historique
Le boulevard de Bonne-Nouvelle a été percé à l'emplacement de l'enceinte de Louis XIII devenue obsolète. Il a été formé en voirie en vertu de lettres patentes de juillet 1676.
Le boulevard fut réalisé au bord de l'ancien bastion de la butte de Bonne-Nouvelle sur le flanc de la butte des gravois, éminence constituée par un amoncellement d'immondices au cours de plusieurs siècles, où est établi le quartier de Bonne-Nouvelle et dominait de cinq ou six mètres à l'opposé le marais de la couture des Filles-Dieu, jardins maraichers jusqu'à l'urbanisation au XVIIIe siècle de l'actuel quartier du Faubourg-Poissonnière. En contrebas de deux ou trois mètres, une rue basse, la rue basse Saint-Denis longeait le boulevard. Cette rue supprimée en 1832 était située  à  la base de l'ancien bastion taillé en pointe dont le saillant était au niveau de l'actuelle rue d'Hauteville. Le boulevard était à l'origine un bombement accusé entre le boulevard Montmartre établi sur l'ancien fossé du rempart et  le boulevard Saint-Denis en creux sur le passage du « nouveau cours » entre les deux anciens bastions de Saint-Martin et de Bonne-Nouvelle. Ce bombement fut en partie aplani par quinze mille ouvriers en 1709.
La marque de cet ancien bastion est perceptible par la largeur des trottoirs en pointe côté pair entre la rue Mazagran et la rue d'Hauteville. La différence de niveau entre l'ancien marais des Filles-Dieu et le boulevard a été en grande partie supprimée par les travaux d'arasement de celui-ci et par le rehaussement des terrains au nord. Cette dénivellation est cependant encore perceptible par la légère montée de la rue d'Hauteville à son arrivée sur le boulevard.

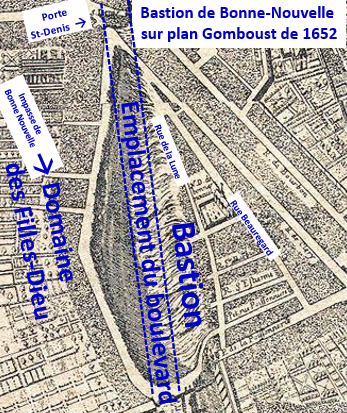
Bastion de Bonne nouvelle sur plan Gomboust de 1652.
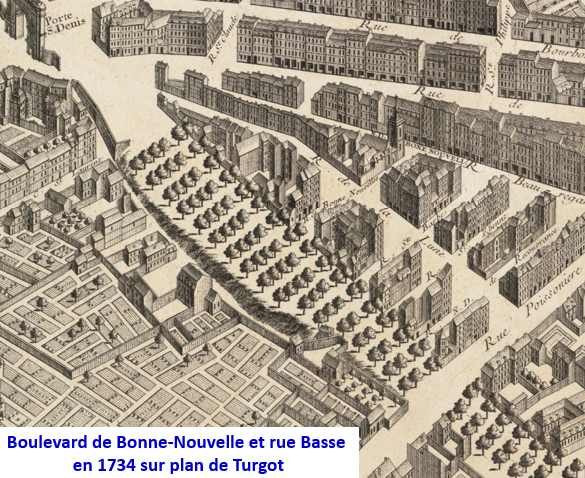
Boulevard de Bonne Nouvelle en 1734 (plan Turgot).
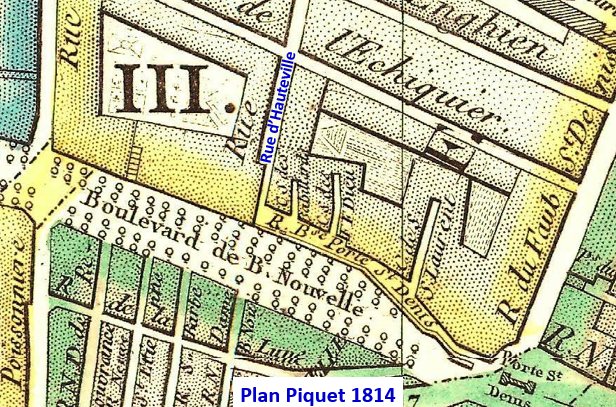
Boulevard de Bonne Nouvelle et rue d’Hauteville sur plan Piquet de 1814.

Cet arasement fut poursuivi par application  d'une ordonnance royale du 15 mai 1832 ce qui entraina la suppression de :
- l'impasse des Babillards ;
- la rue Basse-Porte-Saint-Denis qui a porté les noms de « rue Basse-Villeneuve », « rue Neuve-des-Fossés-Saint-Denis », « rue Neuve-des-Filles-Dieu » et, pendant la Révolution, « rue des Fossés-de-Franciade ».

Cette ordonnance royale du 15 mai 1832 indique :

« Article 1. — Les dispositions indiquées sur les plans ci-annexés pour l'abaissement transversal du boulevard Bonne-Nouvelle, le nouvel alignement de ce boulevard au moyen de la suppression de la rue Basse-Porte-Saint-Denis et de l’impasse des Babillards, le prolongement de la rue d'Hauteville jusqu'au boulevard, et l'élargissement des impasses des Filles-Dieu et de Saint-Laurent, sont approuvés. L'exécution dudit plan est déclarée d'utilité publique.
Article 2. - Le Préfet, au nom de la Ville de Paris, est autorisé : 
- 1 - à traiter à cet effet avec les sieurs Labbé et Bègue, aux conditions stipulées dans l'acte passé entre ces propriétaires et le Préfet de la Seine le 31 décembre 1831 ;
- 2 - à concéder, conformément au traité et aux conditions énoncées dans les engagements souscrits par les propriétaires riverains de la rue Basse-Porte-Saint-Denis, le sol de cette rue et du talus du boulevard, situé au droit de leurs propriétés, dans la proportion de l'étendue de leurs façades jusqu'à l'alignement du boulevard ;
- 3 - à concéder également aux propriétaires de l'impasse des Babillards le sol de cette impasse et de la partie de la rue Basse-Porte-Saint-Denis et du talus du boulevard qui se trouve au droit de cette impasse, etc. »

En 1842 et 1843, l'administration fait exécuter de grands travaux de nivellement, de pavage, de trottoirs, d'égouts, escaliers, etc., et fixe la moindre largeur de la voie à 35 mètres.
Les larges trottoirs côté des numéros pairs entre la porte Saint-Denis et la rue d'Hauteville sont en grande partie établis à l'emplacement de l'ancienne rue Basse-Saint-Denis. 
Le boulevard fut encore abaissé en 1883 entre la rue du Faubourg-Saint-Denis et la rue de Mazagran. La différence de niveau entre les trottoirs surélevés côté des numéros impairs et la chaussée témoigne de ces abaissements successifs.

## Bâtiments remarquables et lieux de mémoire
Sur ce boulevard se trouvait le Bazar Bonne-Nouvelle entre la rue de Mazagran et l'impasse de Bonne-Nouvelle. Ce bâtiment fut victime de deux incendies, le premier le 14 juillet 1849 sans gravité, le deuxième en 1899 qui le détruisit totalement. Il fut remplacé en 1900 par les Nouvelles Galeries de la Ménagère. Ce grand magasin fut également détruit par un incendie en 1930. À cet emplacement, une grande agence de La Poste fut réalisée en 1953 par les architectes Joseph Bukiet (1896-1984) et André Gutton (1904-2002).
- No 3 : emplacement d'un des ateliers du photographe Charles Gallot (1838-1919) à la fin du XIXe siècle[5].
- No 7 : première boutique ouverte de la chaîne de librairies Mona Lisait qui ont cessé leur activité en 2013[6].
- No 8 : anciennement « musée de cire de la Porte Saint Denis », propriété des frères Béguine. En 1897, ils y proposent également le cinématographe ; en 1909 ce dernier devient finalement la seule activité de l'établissement[7].
- Nos 10 et 10 b : immeubles de rapport de la Monarchie de Juillet avec des éléments néo-Renaissance et Louis XVI[8].
- No 11 : immeuble construit, en 1793, avec des pierres provenant de la démolition de la Bastille[9].
- No 26 : Alexandre-François Debain y fonde sa première entreprise[10].
- No 28 : musée du Chocolat.
- No 30 : Le Carillon, cabaret artistique fondé en 1904, puis remplacé par un cinéma. Transformé, il rouvre en 1922 sous la direction de Martial Boyer[11],[12],[13].
- No 31 : emplacement de l'ancien couvent du Petit-Saint-Chaumont.
  - L’actrice Virginie Déjazet et le peintre Alexandre-Évariste Fragonard ont vécu dans cet immeuble[14].
- No 38 : théâtre du Gymnase Marie-Bell, bâti sur une partie du cimetière de l’église Notre-Dame-de-Bonne-Nouvelle[15].
- No 42 : adresse du Jamel Comedy Club, théâtre ouvert par Jamel Debbouze en 2006 pour révéler de nouveaux talents du stand-up.

Vues du boulevard de Bonne-Nouvelle
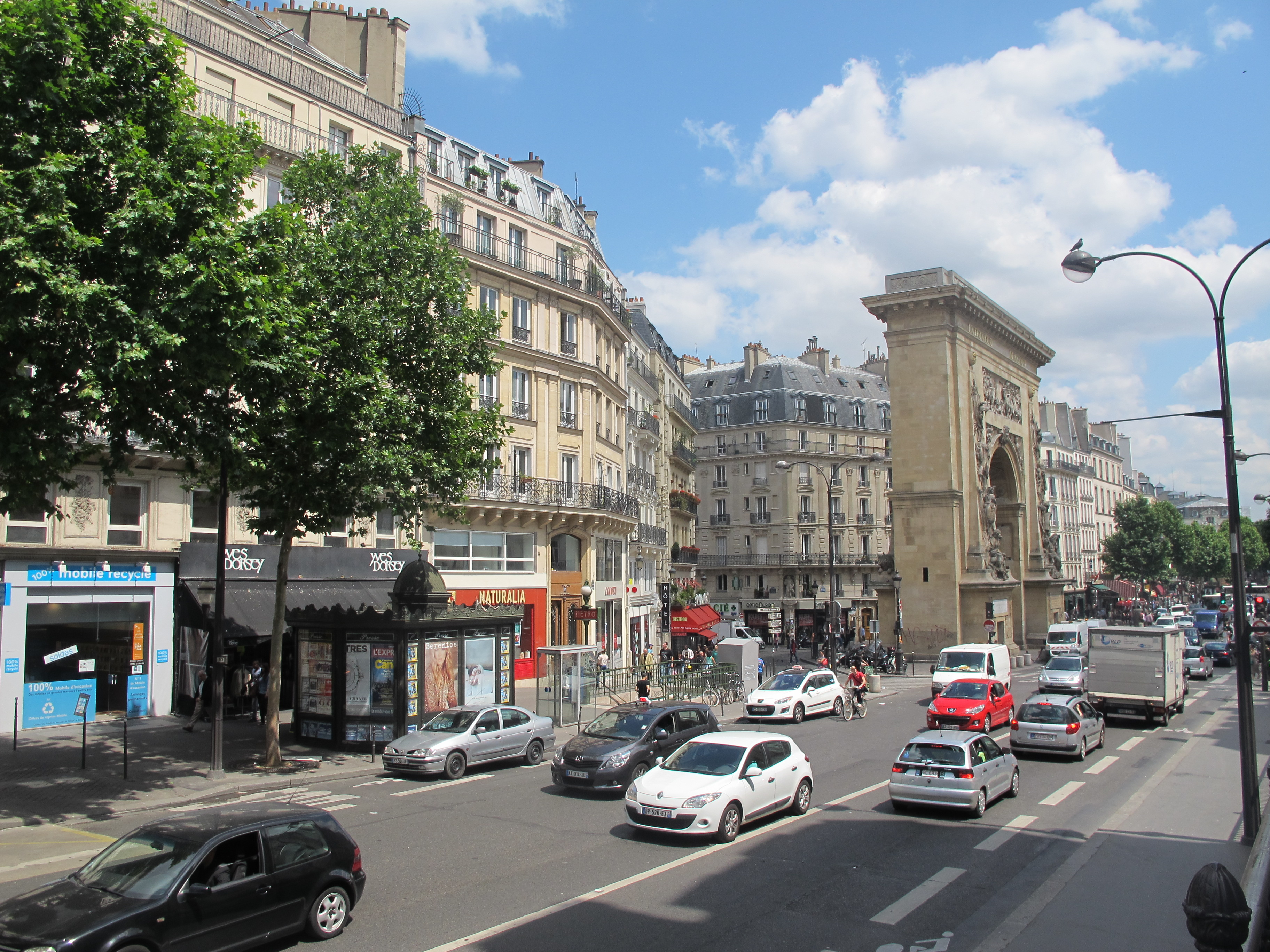
Vue vers la porte Saint-Denis.
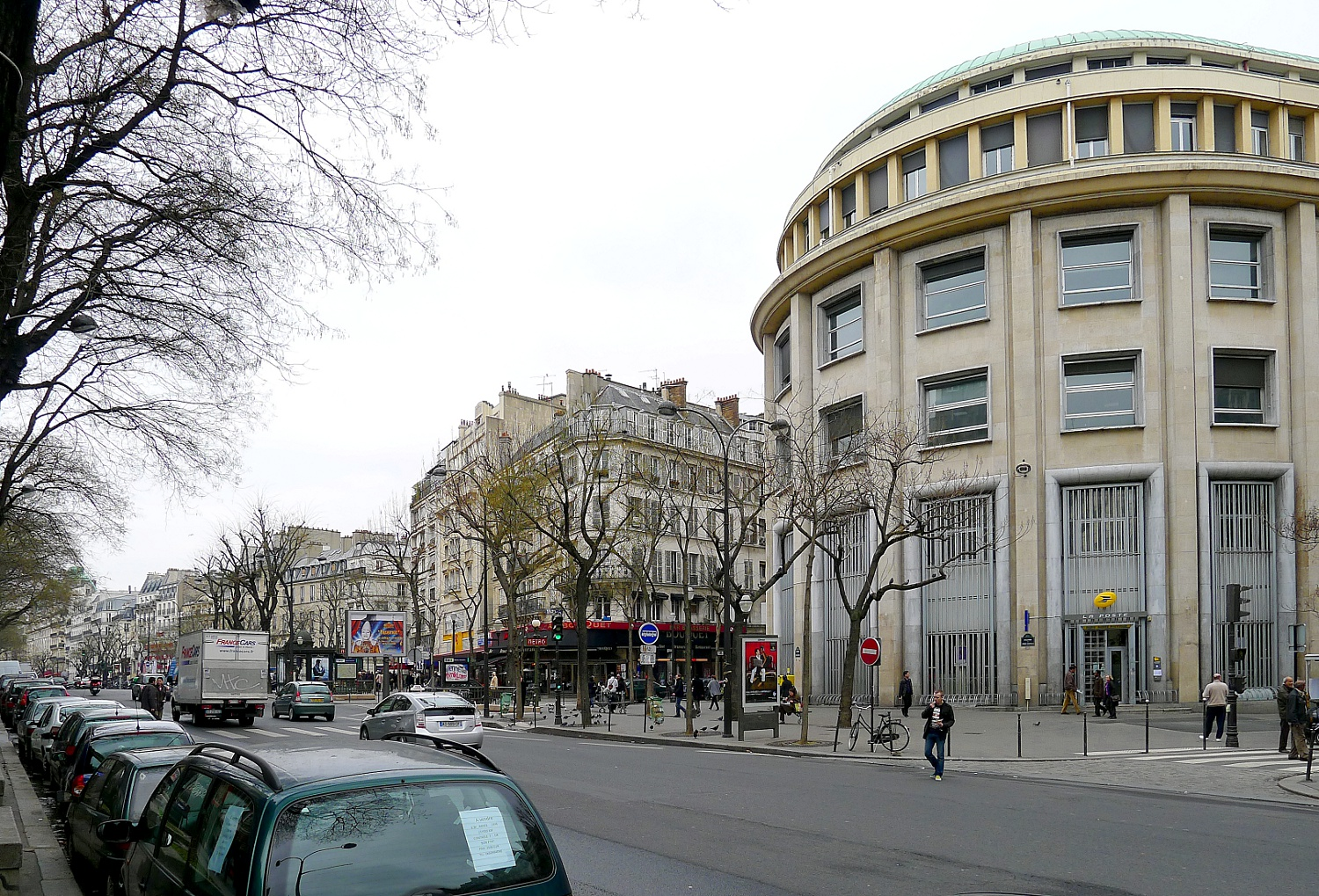
Vue en direction de la rue du Faubourg-Poissonnière. À droite, l'agence de La Poste à l'emplacement de l'ancien Bazar Bonne-Nouvelle.
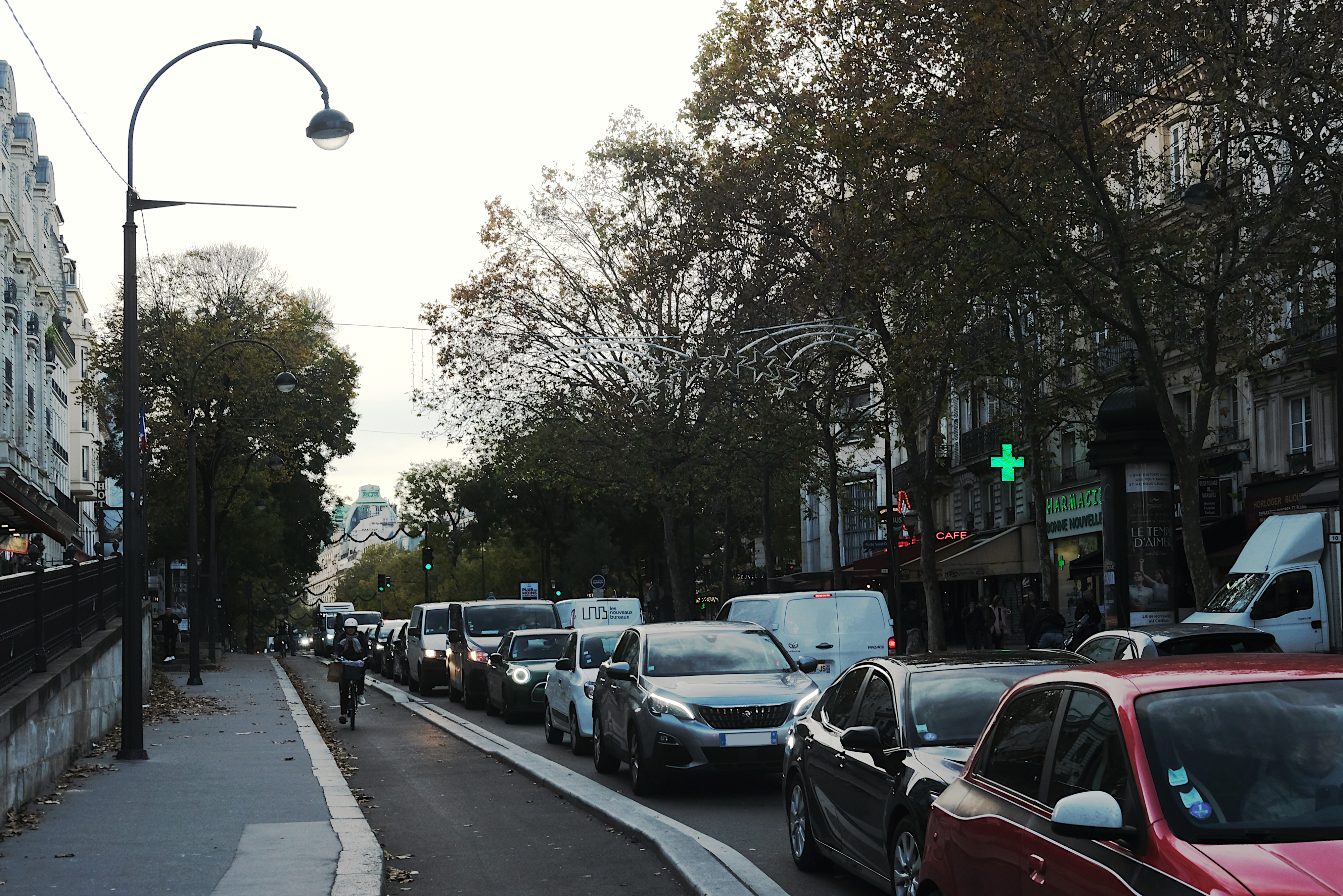
Le boulevard de Bonne-Nouvelle embouteillé.

## Pour approfondir